# Balgo (Australie-Occidentale)
Pour les articles homonymes, voir Balgo.
Balgo ou Balgo Hills (Wirrimanu) est une communauté aborigène qui oscille entre 300 et 500 habitants, et qui est située dans le comté de Halls Creek en Australie-Occidentale. 

## Accès
Demande de permis obligatoire
- Par la piste du Tanami (Tanami Road)
- Balgo possède un aéroport (code AITA : BQW).

## Géographie
Balgo est aux portes du Grand Désert de Sable (Great Sandy Desert) et de celui du Tanami. L’emplacement sur lequel est bâtie la communauté de Balgo est connecté à l'itinéraire de la figure ancestrale Luurnpa (Martin-pêcheur). Le site correspond à une zone tampon entre les territoires traditionnels de deux groupes aborigènes, les Warlmatjarri et les Jaru. Il porte le nom de Wirrimanu, le deuxième nom sous lequel Balgo est aussi connu. Balgo dérive en fait de Parlku, le nom d'un autre site placé à proximité du cimetière de l'ancienne mission, aujourd’hui en ruines, que l’on appelle afin de les différencier, Old Balgo ou Old Mission.

## Histoire
La terre, Wirrimanu et les Aborigènes sont là depuis le Tjukurpa (Temps du Rêve), c'est-à-dire depuis que l’on danse, chante et trace dans le sable les itinéraires des figures ancestrales. En revanche, Balgo est historiquement daté. La communauté est le fruit d’un projet allogène, celui des Kartiya, celui des missionnaires blancs.

### Le projet missionnaire
La création de Balgo est directement liée à la colonisation des Kimberleys et à cette volonté de fixation des groupes aborigènes nomades. Emprunt du mythe du bon sauvage, le Bishop Raible exprime son désir d'installer une mission dans l'est des Kimberleys en 1931. Le projet de faire une léproserie prend forme en 1934 avec l'achat de Rockhole station. La mission placée sous la direction du Père Huegel puis du Père Herold accueille alors plus de trois cents Aborigènes. En octobre 1939, la mission est revendue à Ernest Bridge de Koongee Park, l'État d’Australie Occidentale ayant préféré ouvrir une clinique à Moola Bulla plutôt que de soutenir financièrement le projet existant. Une réservation pour 2 millions d'hectares est alors posée dans la zone de Lake Gregory.

Le Père Alphonse Bleischwitz de la congrégation allemande des Pallotins et deux autres Frères accompagnés par des Aborigènes sont chargés de faire transiter le bétail d’Hall’s Creek vers le sud à la recherche d'un nouvel emplacement. En trois ans, trois camps sont établis dans la zone de Billiluna station, de Tjaluwan et de Tjumantura. En 1942, sous la direction du Frère Nissl, les missionnaires commencent la construction de la mission qui est connue maintenant comme Old Balgo. La mission devait jouer le rôle de garde barrière entre le désert et les fermes d’élevages des Kimberleys. Des Aborigènes de Beagle Bay, qui est alors le siège du diocèse, accompagnés d’un prêtre sont envoyés à Balgo afin d’évangéliser les Aborigènes qui s’installent toujours plus nombreux à proximité de la mission. Balgo comme Moola Bulla regroupe sur un même territoire plusieurs populations aborigènes d’origines diverses. Les Warlmatjarri et les Jaru sont sur leur territoire traditionnel mais, par vagues successives, ils sont rapidement rejoints par d’autres groupes venus des profondeurs du désert. Les Kukatja originaires de la chaîne montagneuse de Stansmore (Mankayi) et leurs voisins de l’Est, les Ngardi, remontent vers le Nord jusqu’à Balgo. En 1956, la mission s’agrandit encore, et ce malgré les problèmes récurrents en eau. En 1960, le cadastre révèle que Balgo n'est pas situé sur les terres achetées par l'Église mais sur la propriété de Billiluna station. L'Église entreprend alors d'acheter des terres de la station mais les négociations échouent forçant la mission à se déplacer. C’est la naissance de l’actuel Balgo. Les travaux pour la construction d'une école commencent en 1964. En 1965, avec l'aide de l'État et peu de temps après que la nouvelle mission est ouverte, Balgo obtient des fonds et des prêts sans intérêts pour la construction d'une ferme dans la réserve de Balwina. Mongrel Down (en) station devait fournir une source de revenus pour la mission et d'activité pour les Aborigènes.

### La création de la communauté
Au niveau national, le référendum de 1967 et l’élection du gouvernement Whitlam au début des années 1970 annoncent qu’une nouvelle étape vient d’être franchie dans l’histoire du mouvement revendicatif aborigène. Parmi les revendications principales figurent la question des droits fonciers. Ainsi, grâce aux aides gouvernementales et aux droits hérités de l'Aboriginal Land Rights Act (1976), les Aborigènes du Territoire du Nord obtiennent la possibilité de quitter les missions ou les communautés gouvernementales afin de fonder leurs propres communautés. Ce mouvement des outstations prend rapidement de l’ampleur et finit par s’étendre aux autres états du continent australien.
À la fin des années 1970, les tensions politiques entre les différents groupes aborigènes, l'Église et l'administration gouvernementale finissent par faire éclater Balgo, chacun voulant administrer la communauté. Suivant les recommandations gouvernementales avec un retard certain, l’Église dépose la gestion de la communauté en 1979 entre les mains d’un conseil exécutif aborigène qui en définit les orientations. Mais cela ne relève que de l’ordre du principe car la véritable gestion de la communauté reste entre les mains du clergé.
Profitant de l'effet de crise et des droits qui leur étaient ouverts, certains habitants de Balgo choisissent alors de se rapprocher de leurs territoires traditionnels. Des Jaru décident de repartir à la station de Billiluna et la transforment en une petite communauté, des Warlmatjarri se ré-approprient les alentours de lac grégory (en) et fondent Mulan. Des Ngardi et des Kukatja repartent vers le sud et installent une outstation à Yakka Yakka. En 1981, le conseil décide que les diverses allocations et pensions devront être payées directement aux allocataires et ne devront plus transiter par l'administration cléricale qui prélevait un pourcentage sur celles-ci afin de régler les dettes de fonctionnement de la communauté. En guise de réponse, l'administrateur de la communauté, le frère Ray Hevern, bloque les salaires afin d'éviter d'être tenu responsable du déséquilibre du budget. Le gouvernement prend alors le relais dans la gestion de la communauté.

### Tjurabalan
Ce Native Title a été seulement le troisième obtenu en Australie Occidentale par voie de négociation entre les ayants droit et l'État en 2001. Appuyée par le Kimberley Land Council et le Ngaanyatjarra Land Council, la revendication avait été déposée au tribunal en 1995.

## Langues
Plus d'une demi-douzaine de groupes linguistiques sont présents à Balgo: Pintupi, Kukatja (en), Warlpiri, Wangkatjungka, Warlmatjarri, Jaru, Ngardi (en). Le Kukatja est la langue prédominante dans la communauté.

## Culture
Wirrimanu est un carrefour qui échappe à toute catégorisation tranchée. Balgo est ainsi le fruit d'un métissage entre le bloc culturel de Désert de l'Ouest, ses voisins de l'Est Warlpiri et des influences venues du Nord et de l'Ouest des Kimberleys.

## Art
le Centre d'Art Warlayirti Artists
- Eubena Nampitjin
- Elizabeth Nyumi
- Tjumpo Tjapanangka
- Helicopter Tjungurrayi
- Mati Napanangka Mudgedell